# Ирен Иванчева
Ирен Иванчева-Мерджанска е българска литературна критичка и историчка, феминистка, занимаваща се също със сравнително литературознание, както и с френска и франкофонска литератури и култури. Авторка на есета и стихове.

## Биография
Родена е на 24 март 1960 г. в София в семейството на скулптора Иван Иванчев. Завършва българска филология с втора специалност френска филология в Софийския държавен университет.
Особено активна като оперативен критик от средата на 80-те до края да 90-те години на 20 век. Публикува в сп. „Литературна мисъл“, сп. „Език и литература“, сп. „Пламък“, сп. „Септември“, сп. „Летописи“, сп. „Родна реч“, „Пулс", „АБВ“, „Литературен фронт“, „Литературен форум“, „Литературен вестник“ и др. Нейни есета и рецензии са излъчвани по радио Дойче веле.
Работила е в Националния музей на българската литература в София (като уредник – 1983), в Народната библиотека „Кирил и Методий“ (през 1984, като редактор в бюлетина „Нови книги“), като редактор в Издателството на Българската академия на науките (1984 – 1992) и като водещ редактор в издателство „Просвета“ (1992 – 1999), за кратко и като научен сътрудник в Института по литература при БАН (2000 – 2001).
Автор е на „Брегове на чувството. Гласове на жени в българската поезия“ (Университетско издателство „Св. Климент Охридски“, София, 1995), която представлява подборна и кратка история на българската поезия, писана от жени. На премиерата (22 януари 1996) в Столичната библиотека книгата е представена от Светлозар Игов и Алберт Бенбасат. През 1996 г. книгата има премиери в Стара Загора, Русе и Варна. Посрещната е с отзиви в печата, между които тези на Розалия Ликова, Светлозар Игов, Георги Цанков, Катя Кузмова-Зографова, Людмила Малинова, Цветанка Еленкова, Алек Попов.
Иванчева е член на жури в литературния конкурс „Веселин Ханчев“ (1995, 1996) и за специалната награда за роман „Огнище“.
През 2000 г. защитава дисертацията си „Аспекти на междутектовостта в българската женска поезия от средата на XIX до 20-те години на XX век“ при Института по литература при БАН.
От 2001 г. заживява в САЩ, тук учи в докторската програма по френска и франкофонска литература, специализира също женски науки (Women’s studies) и науки на рода (Gender studies) в Университета на Синсинати, Охайо. Преподава в Университета на Синсинати (University of Cincinnati). Тук защитава дисертация, за която през 2010 г. получава най-високото отличие на Университета на Синсинати – грант за съществен изследователски принос. Дисертацията ѝ е областта на сравнителното литературознание, феминизма, постструктурализма и постколониализма със заглавие „Асия Джебар и Юлия Кръстева – изборът да пишеш на френски“. Представя активно изследванията си на конференции в САЩ и Европа. Пише върху френското кино, Юлия Кръстева, жените във франкофонската литература.
През 2009 г. прави пространно интервю, съвместно с Мишел Виале, с Юлия Кръстева, което е публикувано в „Синсинати Романс Ривю“ (Cincinnati Romance Review). Интервюто, в неин превод, е публикувано в Литературен вестник, сп. Пирон и сп. Дзяло за хуманитаристика.
През 2015 г. книгата ѝ „Да пишеш на езика на Другия: Асия Джебар и Юлия Кръстева“ („Ecrire dans la langue de l’Autre: Assia Djebar et Julia Kristeva“) е публикувана от издателство „Арматан“.
Също през 2015 г. издателство „Просвета“ публикува книгата ѝ „Гласове на жени в българската поезия. Аспекти на междутекстовост (от средата на XIX до 40-те години на XX век)“. Тази книга обговаря важни прояви в женската ни поезия от средата на XIX до 40-те години на XX век, служейки си с изследователските ракурси на междутекстовостта и литературноисторическата реконструкция. Приносни моменти в нея са: опитът за предефиниране на понятието женско писане; откриването на две следосвобожденски поетеси – сестрите Елисавета Ненова и Мария Ненова, и детайлното представяне на тяхната обща стихосбирка от 1890 г.; анализът на факти от житейските и творческите биографии на поетесите Роза Попова и Дора Габе; прочитът на поезията на Мара Белчева през различни аспекти на нейните духовни търсения; представянето за първи път с цялостен портрет на писателката и поетеса маринистка Весела Страшимирова. Книгата предлага интересни ракурси в портретите на Пенка Цанева-Бленика и Магда Петканова.
От 2001 г. живее със семейството си в САЩ. Животът в емиграция я прави чувствителна изследователка на темите за другостта, за живеенето в другия език и култура, както и към особения вид екзистенциален опит на човека емигрант. Не спира да следи и да се интересува от българската литература.

### Книги
- „Брегове на чувството. Гласове на жени в българската поезия“. София, Университетско издателство „Св. Климент Охридски“, 1995.
- „Гласове на жени в българската поезия. Аспекти на междутекстовост (от средата на XIX до 40-те години на XX век)". София, Просвета, 2015.
- „Ecrire dans la langue de l’Autre: Assia Djebar et Julia Kristeva“. Paris, L'Harmattan, 2015.
- Литература за 8. клас. София, Просвета, 2017. Авторски колектив – Ирен Иванчева-Мерджанска, Кирил Мерджански, Евгени Зашев, Албена Хранова, Любов Шишкова, Лъчезар Бояджиев. ISBN 978-954-01-3288-4
- Парчета. Стихове и фрагменти / Pieces. Poems and Fragments. Билингва/ Bilingual edition. Sofia, Polis, 2021. ISBN 978-954-796-086-2
- Съставител, водещ анкетата и автор на предговора към книгата на Кирил Мерджански. Бъдеще на античността. Избрано. Поезия, драма, преводи, анкета и за него. София, издателство ФО, 2021. ISBN 978-619-7517-11-8
- „Асия Джебар и Юлия Кръстева. Франкофония и франкофилия: да избереш да пишеш на френски, езика на Другия.“ София, изд. Полис, 2024. 296 стр. ISBN 978-954-796-110-4

### Избрани публикации в периодиката и в книги
- „Весела Страшимирова (1902 – 1995) – „…на песен ме морето научи“ или първата българска писателка и поетеса маринистка“ Архив на оригинала от 2015-12-22 в Wayback Machine.. – Литературна мисъл, 2015, кн. 1, с. 62 – 103.
- Мозаечен портрет на българката от прехода, изографисан в разказите на Мирела Иванова [за сб. „Всички разкази са за теб“]. – Литературен вестник, бр. 39, 2015 Архив на оригинала от 2015-12-22 в Wayback Machine..
- "Станка Николица Спасо-Еленина“. – В: Книга за Станка Николица Спасо-Еленина. Състав. Иван Дойнов, Пламен Дойнов. Разград: Разградско дружество към Сдружение на бълг. писатели: Дружество на дейците на културата, 2008.
- Иванчева, Ирен. Поезия на медитацията. – В: Стефан Гечев – съчинения в пет тома: Раждането на Орфей. Том 1. София, изд. Захарий Стоянов, 2008.
- „Парчета. Стихотворения“. – В: Ек. Културен двумесечник. Държавна агенция за българите в чужбина, 2006, кн. 2. TI=Ек: Културен двумесечник ISSN 1310 – 2028. – XIII, 2 (2006), с. 26 – 27.
- „Един възможен прочит: Магда Петканова (1900 – 1970)“. – Литературен форум, X, № 1, 9 – 15 януари 2001, с. 6.
- „Фрагменти“. – Нава [редактор Иван Методиев], 1990, кн.1.
- „Бележки върху „историята“ на Светлозар Игов“. – Страница, 15 юли 1991.[13]
- Ivantcheva-Merjanska, Irene. „Entre l’Algérie et la France: Saisies des seuils culturel et racial dans L’Amour, la fantasia et Vaste est la prison [Assia Djebar].“ In: Assia Djebar: Ecrivaine entre deux rives. Special Issue. Ed. by Carla Calargé et Michèle Vialet. Cincinnati Romance Review, Vol. 31, 2011. рр. 57 – 74.
- Irene Ivantcheva-Merjanska et Michèle Vialet. Entretien avec Julia Kristeva: Penser en nomade et dans l’autre langue le monde, la vie psychique et la littérature [A Conversation with Julia Kristeva: Thinking the World, the Life of the Mind, and Literature as a Nomad and in the Language of the Other]. Kristeva in Process: The Fertility of Thought – La pensée féconde – Die Fruchtbarkeit des Denkens. Eds. Michèle Vialet et al. Special issue, Cincinnati Romance Review 35 (Spring 2013): 158 – 89.
- Ivantcheva-Merjanska, Irene. The dialectics between romantic and anti-romantic in the film A Heart in Winter by Claude Sautet. GVW – PROCEEDINGS IN GVW – THE 1ST GLOBAL VIRTUAL CONFERENCE. Volume: 1, April 2013 Архив на оригинала от 2015-12-22 в Wayback Machine.. Publisher: EDIS – Publishing Institution of the University of Zilina ISBN 978-80-554-0679-4
- Ivantcheva-Merjanska, Irene. „Cheminements vers l’identité européenne: l’autre langue, la psychanalyse, le dialogue et le roman dans Meurtre à Byzance et dans des essais de Julia Kristeva.“ In: Vialet, Michèle, Irene Ivantcheva-Merjanska, Azucena G. Blanco, and Stefan Hollstein, eds. Kristeva in Process: The Fertility of Thought – La pensée fertile – Die Fruchtbarkeit des Denkens. Numéro spécial, Cincinnati Romance Review 35, Spring 2013, pp. 49 – 74.

### Преводи
Армандо Ромеро, „Поетът от стъкло“, Издателство за поезия ДА. Превод от испански Ирен Иванчева и Кирил Мерджански, С., 2017.

### За нея
- Малинова, Людмила. „Поглед към българската женска лирика“ (Рец. за книгата на Ирен Иванчева „Брегове на чувството. Гласове на жени в българската поезия“). – Български език и литература, XXXVIII, 1997, № 3 – 4, с. 93 – 95.
- Eленкова, Цветанка. „Непротивопоставяне на женската поезия или хуманизация на критиката“ (Рец. за книгата на Ирен Иванчева „Брегове на чувството. Гласове на жени в българската поезия“). – Век 21, бр. 20, 1997.
- Жилиев, Юлиян. „Българската литература през 90-те години“, блог на Юлиян Жилиев, 26 май 2012.
- Иванчева-Мерджанска, Ирен. Анкета, Балкански идентичности. Анкети. 2013
- „На фокус – българската женска поезия“ (За „Гласове на жени в българската поезия. Аспекти на междутекстовост (от средата на XIX до 40-те години на XX век)“ (2015) от Ирен Иванчева-Мерджанска), разговор на Михаил Неделчев със Силвия Чолева, Програма „Христо Ботев“ на Българското национално радио, 20 ноември 2015
- Неделчев, Михаил. Гласове на жени в българската поезия. [Рец. за Ирен Иванчева-Мерджанска, „Гласове на жени в българската поезия“, изд. „Просвета“, С., 2015] – Литературен вестник, бр. 3, 2016, с. 6.
- Гълъбова, Лидия. Да пишеш на езика на другия: интервю на Лидия Гълъбова с Ирен Иванчева. – Литературен вестник: седмично издание. ISSN 1310 – 9561. – Год. 25, бр. 27 (6 – 12 юли 2016), с. 10
- Аретов, Николай. Ирен Иванчева. Гласове на жени в българската поезия. Рецензия. Електронно списание „Дзяло“, год. IV, 2016, брой 7; ISSN 1314 – 9067
- Новков, Митко. Критически хроники. Рец. за Ирен Иванчева. Гласове на жени в българската поезия. Аспекти на междутекстовост (историко-литературна моногорафия), 464 стр, изд. „Просвета“, С., 2015. – сп. Съвременник, 2016, кн.1, с.393 – 394.
- „Не пускам корени никъде“. – Разговор на Ирен Иванчева с Марин Бодаков. – Култура, бр. 31 (2868), 30 септември 2016.

### Членства
- Сдружение на българските писатели (от 1994)
- Клуб на българските писателки
- Women in French